# Франсіско Фабрегас Босх
Франсіско Фабрегас Босх (ісп. Francisco Fábregas Bosch, 1 липня 1949) — іспанський хокеїст на траві.
Срібний призер Олімпійських Ігор 1980 року, учасник 1968, 1972, 1976 років.